# Pilot 794 SE
Pilot 794 SE är en svensk snabbgående lotsbåt som byggdes 2008 av Marine Alutech Oy Ab i Tykö i Finland för Sjöfartsverket i Norrköping. Pilot 794 SE stationerades vid Karlshamns lotsplats. På väg från Karlshamn mot byggnadsvarvet i Finland den 26 november 2009 för garantiarbeten, grundstötte lotsbåten kl. 18.20 vid Krokskär söder om Ankarudden, Nynäshamn. Ingen person skadas vid incidenten.